# Temnoplectron politulum
Temnoplectron politulum är en skalbaggsart som beskrevs av Macleay 1887. Temnoplectron politulum ingår i släktet Temnoplectron och familjen bladhorningar. Inga underarter finns listade i Catalogue of Life.